# Viidu-Mäebe
Viidu-Mäebe is een plaats in de Estlandse gemeente Saaremaa, provincie Saaremaa. De plaats heeft de status van dorp (Estisch: küla) en telde in 2011 nog 2 inwoners. In 2021 werd het aantal inwoners opgegeven als ‘< 4’.
Tot in oktober 2017 lag de plaats in de gemeente Kihelkonna en heette ze Mäebe. In die maand ging Kihelkonna op in de fusiegemeente Saaremaa. Omdat in de fusiegemeente nog een plaats met de naam Mäebe ligt, werd dit Mäebe herdoopt in Viidu-Mäebe, naar het buurdorp Viidu.
Viidu-Mäebe ligt in het natuurgebied Viidumäe looduskaitseala (18,7 km²).

## Geschiedenis
(Viidu-)Mäebe werd in 1645 voor het eerst genoemd onder de naam Mehepeh Hannuß, een boerderij op het landgoed van Loona. Pas in 1945 werd Mäebe genoemd als dorp.
In 1977 werd Mäebe bij het buurdorp Vedruka gevoegd. In 1997 werd het weer een apart dorp.